# Lakshmipura, Chiknayakanhalli
Lakshmipura là một làng thuộc tehsil Chiknayakanhalli, huyện Tumkur, bang Karnataka, Ấn Độ.